# Viola Brand
Viola Brand (Backnang (Baden-Wurtemberg), 28 de junio de 1994) es una ciclista alemana cuya especialidad deportiva es el Ciclismo artístico. Ha llegado a ser subcampeona del mundo en tres ocasiones, además de campeona de Alemania y campeona de Europa.

## Biografía
Brand empezó a montar en bicicleta a los 6 años. Su hermano mayor ya practicaba ciclismo y su madre se convirtió en su entrenadora. Inició su carrera en el ciclismo artístico en el año 2000 en el club RSV Unterweissach. Años después, en el 2012 consiguió el título de Campeona de Europa Junior, al mismo tiempo que alcanzaba un nuevo récord mundial en la categoría con 161,18 puntos. En el año 2018, ganó el Campeonato de Europa celebrado en Wiesbaden y consiguió un nuevo récord mundial con 186,58 puntos.
En su práctica deportiva solía entrenar unas 20 horas a la semana. Según ella misma decía, para competir al mayor nivel son necesarias mucha disciplina, paciencia y fortaleza mental. Cada nueva acrobacia son años de entrenamiento. En concreto, Brand estuvo siete años entrenando para hacer el pino encima del manillar de la bicicleta (la figura llamada handlebar handstand). Paralelamente al deporte, desde el año 2015, ha estudiado Ciencias de la Nutrición en la Universidad de Hohenheim, Stuttgart. En 2021 está trabajando en su tesis de licenciatura.
Después de casi veinte años de competiciones deportivas, en febrero de 2020 anunció su retirada de las pruebas oficiales. Sin embargo, sigue utilizando la bicicleta artística en exhibiciones y promoción de su deporte. Antes de la retirada, se ha manifestado a favor de que esta especialidad del ciclismo sea incluida en los Juegos Olímpicos.

## Palmarés
En su carrera profesional ha sido Campeona de Alemania, Campeona de Europa y Subcampeona del Mundo. Sus mejores resultados, según los datos de la Unión Ciclista Internacional (UCI) y de la Federación Alemana de Ciclismo (BDR):
| Ciclismo Artístico - Individual femenino | Ciclismo Artístico - Individual femenino | Ciclismo Artístico - Individual femenino | Ciclismo Artístico - Individual femenino | Ciclismo Artístico - Individual femenino |
| Lugar                                    | Fecha                                    | Año                                      | Evento                                   | Puesto                                   |
| ---------------------------------------- | ---------------------------------------- | ---------------------------------------- | ---------------------------------------- | ---------------------------------------- |
| Lemgo ( Alemania)                        | 6 de septiembre                          | 2014                                     | Masters de Alemania 1                    | Medalla de plata                         |
| Klein-Winternheim ( Alemania)            | 20 de septiembre                         | 2014                                     | Masters de Alemania 2                    | Medalla de plata                         |
| Denkendorf ( Alemania)                   | 18 de octubre                            | 2014                                     | Campeonato de Alemania                   | Medalla de plata                         |
| Bruckmühl ( Alemania)                    | 5 de septiembre                          | 2015                                     | Masters de Alemania 1                    | Medalla de oro                           |
| Mörfelden-Walldorf ( Alemania)           | 3 de octubre                             | 2015                                     | Masters de Alemania 3                    | Medalla de plata                         |
| Lübbecke ( Alemania)                     | 16 de octubre                            | 2015                                     | Campeonato de Alemania                   | Medalla de plata                         |
| Koblach ( Austria)                       | 7 de noviembre                           | 2015                                     | Copa 3 Naciones                          | Medalla de oro                           |
| Frankfurt ( Alemania)                    | 10 de septiembre                         | 2016                                     | Masters de Alemania 1                    | Medalla de plata                         |
| Frankfurt ( Alemania)                    | 8 de octubre                             | 2016                                     | Masters de Alemania 3                    | Medalla de oro                           |
| Stuttgart ( Alemania)                    | 2 de diciembre                           | 2016                                     | Campeonato del Mundo                     | Medalla de plata                         |
| Weil im Schönbuch ( Alemania)            | 9 de septiembre                          | 2017                                     | Masters de Alemania 1                    | Medalla de bronce                        |
| Öhringen ( Alemania)                     | 23 de septiembre                         | 2017                                     | Masters de Alemania 2                    | Medalla de plata                         |
| Gutach ( Alemania)                       | 7 de octubre                             | 2017                                     | Masters de Alemania 3                    | Medalla de plata                         |
| Hamburgo ( Alemania)                     | 20 de octubre                            | 2017                                     | Campeonato de Alemania                   | Medalla de oro                           |
| Dornbirn ( Austria)                      | 24 de noviembre                          | 2017                                     | Campeonato del Mundo                     | Medalla de plata                         |
| Praga ( Checoslovaquia)                  | 10 de febrero                            | 2018                                     | Copa del Mundo                           | Medalla de bronce                        |
| Wiesbaden ( Alemania)                    | 1 de junio                               | 2018                                     | Campeonato de Europa                     | Medalla de oro                           |
| Heerlen ( Países Bajos)                  | 30 de junio                              | 2018                                     | Copa del Mundo                           | Medalla de bronce                        |
| Hong Kong ( China)                       | 12 de agosto                             | 2018                                     | Copa del Mundo                           | Medalla de oro                           |
| Neresheim ( Alemania)                    | 19 de octubre                            | 2018                                     | Campeonato de Alemania                   | Medalla de plata                         |
| Bokod ( Hungría)                         | 10 de agosto                             | 2019                                     | Copa del Mundo                           | Medalla de oro                           |
| Biberach an der Riß ( Alemania)          | 21 de septiembre                         | 2019                                     | Masters de Alemania 2                    | Medalla de oro                           |
| Weil im Schönbuch ( Alemania)            | 5 de octubre                             | 2019                                     | Masters de Alemania 3                    | Medalla de oro                           |
| Moers ( Alemania)                        | 18 de octubre                            | 2019                                     | Campeonato de Alemania                   | Medalla de plata                         |
| Baar ( Suiza)                            | 23 de noviembre                          | 2019                                     | Copa 3 Naciones                          | Medalla de oro                           |
| Erlenbach ( Alemania)                    | 30 de noviembre                          | 2019                                     | Copa del Mundo                           | Medalla de oro                           |
| Basilea ( Suiza)                         | 6 de diciembre                           | 2019                                     | Campeonato del Mundo                     | Medalla de plata                         |

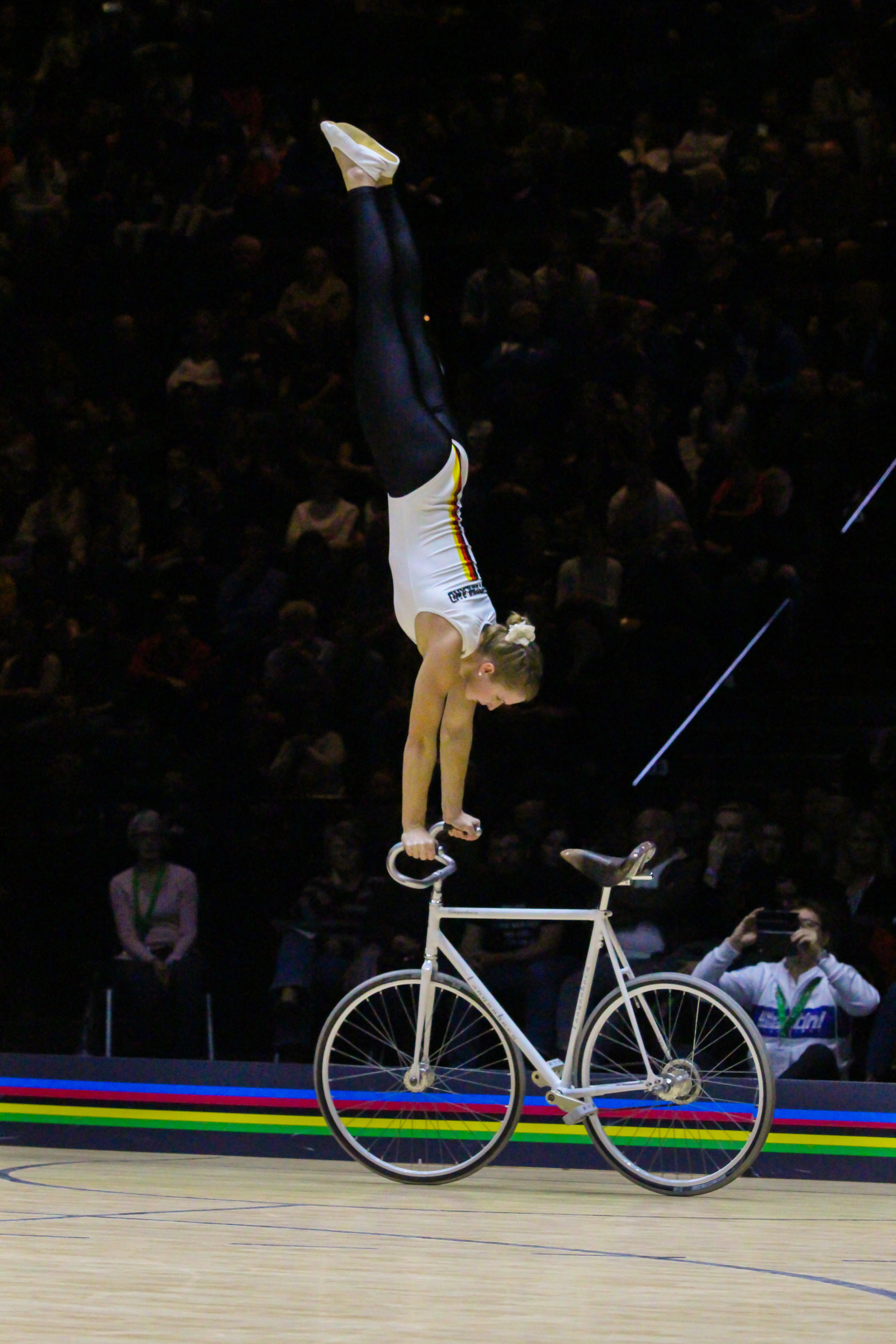
Realizando handlebar handstand

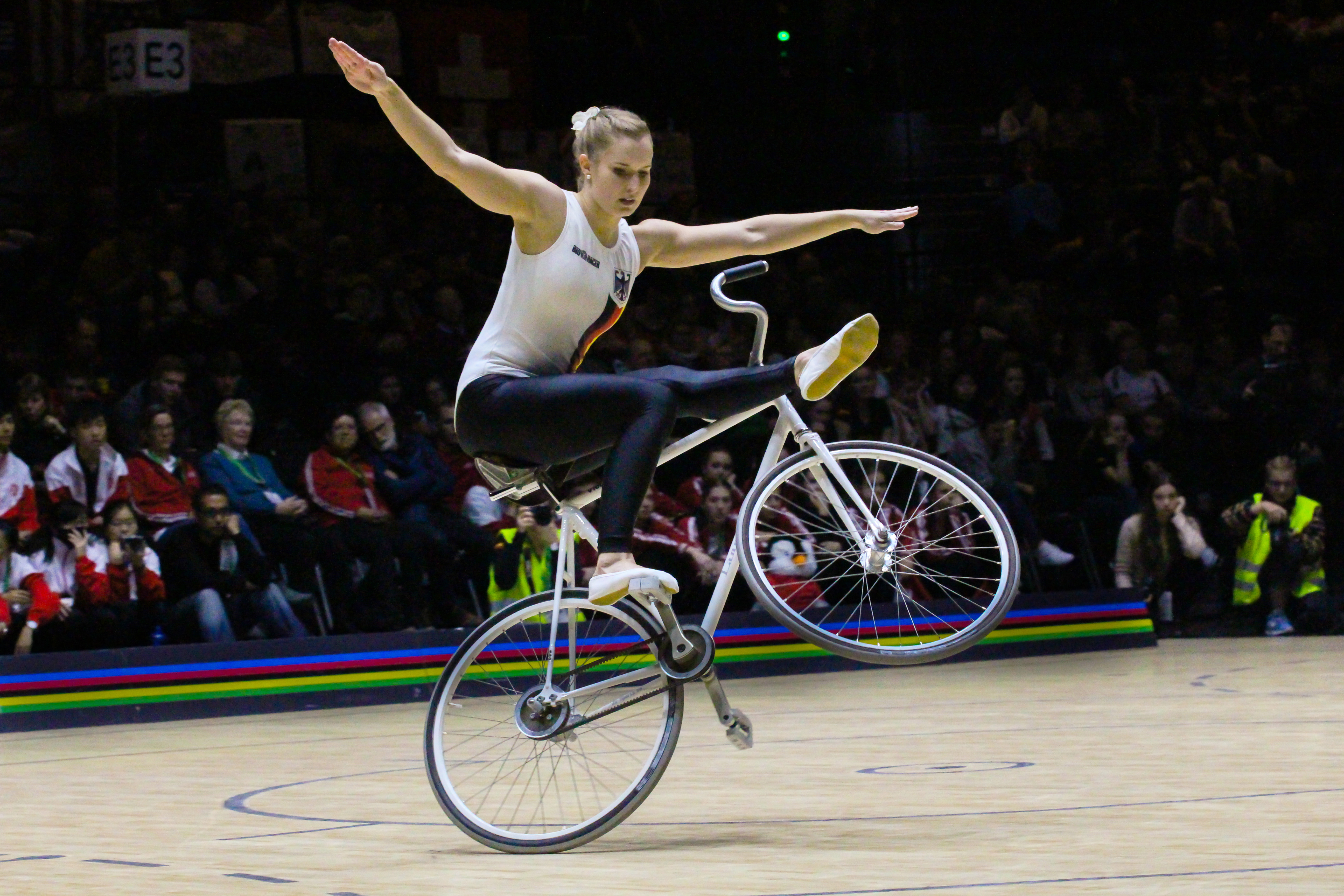
Campeonato del Mundo 2019

Su última competición oficial fue en el Campeonato del Mundo en Basilea, en diciembre de 2019, donde consiguió la medalla de plata.
Su mejor marca personal ha sido de 194,71 puntos en el año 2019, durante la competición de Masters de Alemania.

## Otras actividades
Brand es una entusiasta de las redes sociales, donde comparte su actividad deportiva, así como algunos entrenamientos que realiza en espacios abiertos. Con sus cientos de miles de seguidores, se ha convertido en una influencer en esos medios.
En febrero de 2020, Brand fue invitada a Los Ángeles al programa de entrevistas de la televisión The Ellen DeGeneres Show donde hizo una demostración de su deporte.
A principios de 2021, Brand preparó una sesión de ciclismo artístico en un video que fue emitido después en los intermedios de algunos partidos de la NBA, la liga de baloncesto norteamericana.